# 鳥羽潤
鳥羽 潤（とば じゅん、1978年〈昭和53年〉10月13日 - ）は、日本の俳優・歌手。和歌山県有田市出身。Viivo所属。

## 略歴
和歌山県立大成高等学校中退。1995年（17歳）、アミューズ主催の「才能の祭典オーディション」で約4万人から選ばれて芸能界入り。
1996年、『ぼくは勉強ができない』の主演で映画デビューし、日本アカデミー賞新人賞、おおさか映画祭新人賞、キネマ旬報ベスト・テン新人男優賞を獲得。同年『ピュア』（フジテレビ系）でドラマデビューし、『聖龍伝説』（日本テレビ系）にて安達祐実とW主演を果たした。デビューからしばらくは、繊細な雰囲気を持った美貌の若手俳優として若い女性を中心に人気を集めた。
1997年の映画『瀬戸内ムーンライト・セレナーデ』で戦後の混乱期を生きた一家の次男を瑞々しく演じ、キネマ旬報賞新人男優賞を受賞。またその後、江崎グリコのお菓子「ポッキー」のCMで吉川ひなのと恋人役を演じた。
俳優業の傍ら、1999年にソロ歌手としてデビューし、以後バンドも結成するなど音楽界においても精力的に活動している。
2001年の『es 危険な扉 -愛を手錠で繋ぐ時-』（テレビ朝日系）で連続ドラマ初主演。2002年の映画『黄昏流星群・星のレストラン』でシェフを目指す若者・片岡ヒロミ役、『RED HARP BLUES』でバンドで成功する夢を追う青年・陽児役をそれぞれ好演。
2006年8月にアミューズからオフィスニグンニイバ （オフィス新群新葉）へ移籍。2020年7月にViivoへ移籍。

## 人物
生まれた頃は、両親、兄と暮らしていたが、家庭の事情で2歳の頃から兄と一緒に祖父母に育てられた（ただし、以後も両親との仲は良い）。高校に進学したが、ある日「3年後、みんなと横並びで就職するんだな」と思ったことで学校生活に馴染めず1年弱で中退。
ほどなくして大工の見習いをしたが、後日親方から「1年間思いっきり遊び倒してから改めて来い」と言われて見習いを中断した。他所でアルバイト生活を送ったが、鳥羽の将来を不安視した母親が、先述のアミューズのオーディションに応募。当時芸能界に特に興味はなかったが友達に背中を押され、あまりやる気なくオーディションを受けたところ思いがけず合格して上京した。
1996年1月のドラマ『ピュア』で俳優として世に出たが、撮影は映画『ぼくは勉強ができない』の方が先だった。『ぼくは勉強ができない』では全くの素人ということで、スタッフから「（気負わず）ただ、そこにいればいいから」と助言された。演じる面白さは当時まだ分からなかったが、「スタッフと一緒にいる現場が楽しい」と思いながら撮影に臨んだ。
しかし、その後撮影したドラマ『ピュア』では、鳥羽の出演シーンで何テイクも撮り直し、本作終了直後にスタッフに「俳優に向いてないので辞めます」と言うほど悩んだという。
しかし、『ピュア』撮影時に監督から「良いから何回も演じさせるんだ」と言われた言葉が支えになった。また、その後学園モノの作品で同年代の共演者と楽しく過ごせたことや、他の作品で様々な監督・スタッフたちと仕事をするうちに演じることの面白さを知り、俳優を続けることを決めた。

## その他
高校時代にバンド活動をしていた。芸能界入り後はラウド系バンド『SpraSight』での活動を経て、デジタルラウド系バンド『Razhead Modic』を結成（同バンドではボーカル兼ギターを担当）。なお、『Razhead Modic』のシーンでは『GEENIE』として活動している。2004年11月にはミニアルバム『Inner Vision』をリリースしている。現在はバンド活動はやっていないが、「やりたくないわけじゃなく、模索中」とのこと2024年。
安達祐実とは、10代で『聖龍伝説』、20代でNHKのドラマ『グッド☆コンビネーション』、30代で昼ドラマ『娼婦と淑女』と、3回共演している（2023年時点）。また、3歳年下だが芸歴が10年以上先輩である安達について、「同年代の共演者というより、“（役者として）尊敬している人”」と評している。
俳優業という不安定な収入を補うため、一時会員制ダイニングバーで5年ほど働いていた。
2024年現在は俳優業の傍らボクシングジムでアルバイトしており、アマチュア選手のミット打ちの相手などをしている。また、JBCボクサー・ライセンスを持っているが、ケガをして本業の撮影の仕事に支障が出るとまずいため実戦には出ていない。

## 受賞歴
- 第20回日本アカデミー賞 新人俳優賞 「ぼくは勉強ができない」主演（1997年）[7]
- 第22回おおさか映画祭 新人賞 「ぼくは勉強ができない」主演（1997年）
- 第71回キネマ旬報ベスト・テン 新人男優賞 「瀬戸内ムーンライト・セレナーデ」主演（1997年）

## 出演

### テレビドラマ
- ピュア（1996年、フジテレビ） - 遠山耕太 役
- 対極の天（1996年、フジテレビ）
- チキチキバンバン（1996年、日本テレビ）
- 聖龍伝説（1996年、日本テレビ） - 速水麗一 役（レギュラー出演）
- 木曜の怪談'97（1997年、フジテレビ）
- イヴ（1997年、フジテレビ） - 篠山完 役
- LOVE&PEACE（1998年、日本テレビ） - 三上国松 役
- すばらしい日々（1998年、フジテレビ） - 主演
- 彼女たちの時代（1999年、フジテレビ） - 西田真也 役
- FLY 航空学園グラフィティ（2000年、NHK「ドラマDモード」） - 高木涼太 役（レギュラー出演）
- ナニワ金融道5（2000年、フジテレビ） - トオル 役
- 明日を抱きしめて（2000年、読売テレビ） - 高宮達也 役
- グッド★コンビネーション（2001年、NHK「ドラマDモード」） - 子安龍平 役
- es 危険な扉-愛を手錠で繋ぐ時-（2001年、テレビ朝日「土曜ナイトドラマ」） - 主演・羽村優 役
- 氷点2001（2001年、テレビ朝日「木曜ドラマ」） - 辻口徹 役
- ロッカーのハナコさん 第1シリーズ（2002年、NHK「NHK夜の連続ドラマ」） - 笹鳴拓海 役
- 僕の生きる道（2003年、関西テレビ） - 岡田力 役
- 顔（2003年、フジテレビ） - 白川弦 役
- クニミツの政（2003年、関西テレビ） - ゲスト出演
- スカイハイ 第7話（2003年、テレビ朝日「金曜ナイトドラマ」） - ミュージシャン・リョータ 役
- ニコニコ日記（2003年、NHK「よるドラ」） - 森村勇樹 役
- おみやさん3 第11話（2003年、テレビ朝日） - ゲスト出演
- 世界の中心で、愛をさけぶ 第6・7話（2004年、TBS） - 真島順平 役
- 火消し屋小町（2004年、NHK「よるドラ」） - 乾伸郎 役
- お母さん、もっと生きたかった! 〜医療ミス、わが子奪われて（2004年、TBS「水曜プレミア」） - 純平 役
- ミステリー民俗学者 八雲樹（2004年、テレビ朝日） - 後藤田和麿 役
- 離婚弁護士II（2005年、フジテレビ） - 角田博之 役
- 恋する日曜日 セカンドシリーズ「逢えない夜を抱きしめて」（2005年、BS-i）
- 名探偵赤富士鷹 第一夜「ABC殺人事件」（2005年、NHK） - 中原良男 役
- 新選組!! 土方歳三 最期の一日（2006年、NHK） - 山野八十八 役
- 銭湯の娘!?（2006年、毎日放送「ドラマ30」） - 真中ススム 役（レギュラー出演）
- 私が私であるために（2006年、日本テレビ「DRAMA COMPLEX特別企画」） - 竹居亮太 役
- 警視庁鑑識課第9班ミッドナイトブルー（2006年、日本テレビ）
- おみやさん 第6話（2006年、テレビ朝日） - ゲスト
- 混浴露天風呂連続殺人26（2007年1月20日放送分、朝日放送「土曜ワイド劇場」） - 橘直木 役
- 新・京都迷宮案内第9シリーズ 第7話（2007年、テレビ朝日） - 中津隆志 役 京都迷宮案内の登場人物
- 気象予報士・大沢富士子の事件ファイル（2007年11月16日、フジテレビ「金曜プレステージ」） - 紺野拓矢 役
- 夜の終る時（2007年12月10日、TBS）
- 徳川風雲録 八代将軍吉宗（2008年1月2日、テレビ東京「新春ワイド時代劇」）
- 京都へおこしやす!（2008年、毎日放送「ドラマ30」） - 蔵田透 役（レギュラー出演）
- ホカベン（2008年、日本テレビ）
- ROOKIES（2008年、TBS）
- ウォーキン☆バタフライ（2008年7月 - 9月、テレビ東京） - 三原航 役（レギュラー出演）
- 万引きGメン・二階堂雪17「最期の嘘」（2008年9月22日、TBS）
- 私が初めて創ったドラマ「父、帰る。」（2009年3月22日、NHK-BShi） - 主演
- 芸者小春姐さん奮闘記6（2009年7月8日、テレビ東京） - 岡本京平 役
- ルビコンの決断「プリウスを創った男たち〜世界最高燃費を目指せ〜」（2009年7月25日、テレビ東京） - 高岡俊文 役
- 伝説の刑事〜あの重大事件の舞台裏〜（2009年12月21日、テレビ東京）
- 娼婦と淑女（2010年、東海テレビ） - 久我山真彦、葛原陽平 役（レギュラー出演）
- ルビコンの決断「ニッポンの味を世界へ「皿洗い」から「香港の寿司王」になった男」（2010年7月15日、テレビ東京） - 鄭威濤役
- 私が初めて創ったドラマ「正体」（2010年12月3日、NHK-BShi）
- 華和家の四姉妹 第2話（2011年7月17日、TBS）
- 上条麗子の事件推理9「死を呼ぶ琵琶湖」（2011年9月5日、TBS、「月曜ゴールデン」） - 武村洸二 役
- 湯けむりドクター華岡万里子の温泉事件簿5（2011年12月28日、テレビ東京、「水曜ミステリー9」） - 森宮崇史 役
- 女三代 如月法律事務所〜完黙する女〜（2012年2月29日、テレビ東京、「水曜ミステリー9」） - 入江豪 役
- 信州あづみ野の名刑事 道原伝吉の捜査行 長崎・雲仙・島原 湯煙地獄（2012年6月6日、テレビ東京、「水曜ミステリー9」） - 川尻星輝 役
- 負けて、勝つ 〜戦後を創った男・吉田茂〜（2012年9月29日、NHK、「土曜ドラマ」）
- 刑事長（2013年4月10日 - 2014年5月14日、テレビ東京、「水曜ミステリー9」） - 岩切康司 役
- 駐在刑事 奥多摩渓谷・殺意の夜想曲（2014年4月2日、テレビ東京、「水曜ミステリー9」） - 南村陽平 役
- 警視庁南平班〜七人の刑事〜7（2014年6月2日、TBS、「月曜ゴールデン」） - 山路啓輔 役
- 軍師官兵衛（2014年、NHK） - 明智秀満 役
- 遺留捜査（2014年8月9日、テレビ朝日、「ドラマスペシャル」） - 長島和樹 役
- 松本清張ミステリー時代劇 第10話「雨と川の音」（2015年8月11日、BSジャパン） - 主演・与太郎 役
- エンジェル・ハート 第4話（2015年、日本テレビ） - 高畑稔 役
- 金曜プレミアム 判事失格!?弁護士夏目連太郎の逆転捜査（2017年3月24日、フジテレビ） - 西島優二 役
- 日曜プライム 棟居刑事シリーズ11「棟居刑事の黒い絆」（2019年2月17日、テレビ朝日） - 芳賀明 役

### 映画
- ぼくは勉強ができない（1996年、東宝） - 主演・時田秀美 役
- 瀬戸内ムーンライト・セレナーデ（1997年、松竹） - 恩田光司 役
- かわいいひと「EPISODE III」（1998年） - 主演・ジュン（吉川ひなのとW主演） ※ビデオ題「ポッキー坂恋物語 かわいいひと」
- 光の雨（2001年、シネカノン）
- 星のレストラン（2002年） - 片岡ヒロミ 役
- RED HARP BLUES（2002年、ギャガ・コミュニケーションズ） - 主演・陽児 役
- サル（2003年、アルゴピクチャーズ） - 井藤和人 役
- THE SUPER DRY FILMS・PLAY BALL!（2004年、ショートムービー）
- 死に花（2004年、東映）
- 海猫（2004年、東映） - 高山修介 役
- 四日間の奇蹟（2005年、東映） - 萩原誠 役
- ラブファイト（2008年、東映） - 芹沢 役
- ROOKIES-卒業-（2009年、東宝） - 沖原 役
- 月と嘘と殺人（2010年） - 大城勇二 役
- ツナグ（2012年）
- ゆめはるか（2014年） - 遥の主治医 役[8]
- ショートホープ（2014年）
- 日本零年～フクシマからの風 第2章～（2015年） - 主演
- 地下の中心で愛を叫ぶ！（2015年）
- ウラギリ（2022年、エムエフピクチャーズ）[9] - 田中健太 役

### ラジオ
- オールナイトニッポン 水曜2部 → オールナイトニッポンR水曜（1997年10月 - 1999年3月、ニッポン放送）
- MBSヤングタウン木曜日（1999年4月 - 9月、毎日放送ラジオ）
- 文学のしずく（2008年、NHKデジタルラジオ）
- NHKオーディオドラマ「道頓堀ジャンピングガールズ」（2011年1月15日、NHK-FM）

### ナレーション
- ヒューマンドキュメンタリー「俺たちのリアル」（2010年8月16日、NHK総合テレビ中部ブロック）

### 舞台
- 押忍!!のじさんのハイキック（2012年1月17日 - 23日、キンケロ・シアター）
- Stylish Shine!!プロデュース「テガミ」（演出：藥袋一久、2012年9月12日 - 17日、池袋シアターグリーンbigtreetheater）
- MOON & DAY〜うちのタマ知りませんか？〜（演出：笠原哲平(TEAM-ODAC)、2015年5月2日 - 6日、全労済ホール スペース・ゼロ）
- 『*pnish* vol.15「サムライモード」』（脚本：*pnish* / 演出：鈴木勝秀、2016年9月24日 - 27日、東京・サンシャイン劇場 / 2016年10月1日 - 2日、神戸・新神戸オリエンタル劇場）
- Live Musical「SHOW BY ROCK!!」－深淵のCrossAmbivalence－（2017年10月19日 - 29日、AiiA 2.5 Theater Tokyo）

### CM
- KDD「国際電話のかけ方」（1996年）
- ミニストップ（1996年）
- 東京商科学院グラフィック（1996年）
- グリコ「ポッキー坂恋物語」「ポッキー&メンズポッキー」（1997年）
- グリコ「ジャイアントコーン」（1997年）
- NTT DoCoMo関西「シティオ」（1998年）
- KDDI「DION」（2002年）

### PV
- Buzy 4thシングル「パシオン」（2005年）
- 森山直太朗 12thシングル「恋しくて」（ユニバーサルミュージック、2006年）

### オリジナルビデオ
- 鎧武外伝 仮面ライダーデューク/仮面ライダーナックル（2015年） - 狗道供界 / 仮面ライダーセイヴァー 役

### 玩具
- プレミアムバンダイ限定 DXザクロロックシード（2015年、バンダイ） - 狗道供界の声 役
- COMPLETE SELECTION MODIFICATION 戦極ドライバー（2021年3月、バンダイ） - 狗道供界 / 仮面ライダーセイヴァー 役

### その他
- Let's天才てれびくん（2016年11月21日 - 23日、NHK Eテレ）

## 作品

### CDシングル
- 僕（CaLIN）（1999/01/21発売）
- 花のように咲く傘（CaLIN）（1999/04/21発売）

### CDアルバム
- 僕は僕の夢をみる（CaLIN）（1999/05/21発売）
- Inner Vision（1stミニアルバム）（2004/11/10発売）

### その他の音楽活動
- デジタルラウド系バンド『Razhead Modic』（2009年3月28日結成）